# Allenatori del Siracusa Calcio 1924
(Andrea Sottil, ex allenatore del Siracusa dopo la vittoria per 1-0 contro il Catania, 10 dicembre 2016)

Gipo Viani comincia la carriera di allenatore con il Siracusa, arrivando ad allenare la Nazionale Italiana nel biennio 1958-1960

L'allenatore della promozione in serie B è Pietro Cancelliere. Tra i cadetti, il primo a guidare gli azzurri fu l'austriaco Engelbert König nel 1946-1947, con poca fortuna, che lo vide dimettersi ben presto dall'incarico, mentre il mister che raggiunse il miglior piazzamento di sempre fu Mario Perazzolo nel 1950-1951 classificandosi al 5º posto.
Ad allenare gli aretusei ci furono pure dei tecnici che intrapresero una carriera brillante, tra tutti Gipo Viani, Oronzo Pugliese e Čestmír Vycpálek. A Carlo Facchin invece riuscì l'impresa di conquistare la promozione e la coppa di categoria nella stessa stagione (1978-79). Curiosamente, il Siracusa ha avuto due allenatori stranieri (precisamente argentini) nella stessa stagione (1972-73): Humberto Rosa e Salvatore Calvanese.
Fra i tecnici più duraturi, nonché fra i più stimati (se non il più stimato), c'è stato Paolo Lombardo, in quanto quello più presente in assoluto visto che ha allenato il Siracusa per ben 12 stagioni, collezionando il record di presenze con le sue 304 panchine ufficiali (suddivise 259 in campionato, 39 in coppa Italia, 6 negli spareggi promozione). Esordì nel 1977-1978, per poi tornare negli anni 1980-1981, 1982-1983, 1984-1986, 1987-1990, 1993-1994 ed infine tra il 2006 (come direttore tecnico) e il 2007. Complessivamente, è stato sulla panchina azzurra per quasi un trentennio tra il 1977 e il 2007.
Altri allenatori particolarmente stimati dalla piazza sono stati Giuliano Sonzogni, Gaetano Auteri e Andrea Sottil, quest'ultimo artefice principale di due promozioni: la prima in B (sul campo) nel 2011-2012, e la seconda nel 2015-2016 in Lega Pro.
Di seguito la cronologia degli allenatori che si sono susseguiti negli anni.
- 1924-1929  Genesio Pioletti
- 1929-1930  Mario Piselli
- 1930-1931  Róbert Winkler
- 1931-1933  Antal Mally
- 1933-1934  Mario Olenich
- 1934-1935  Gyula Lelovics
- 1935-1937 Inattivo
- 1937-1938  Fioravante Lenzi
- 1938-1939  Umberto Zanolla
- 1939-1940  Giovanni Vecchina
- 1940-1941  Gipo Viani
- 1941-1942  Italo Rossi
- 1942-1943  Raffaele D'Aquino
- 1943-1944 Inattivo
- 1944-1946  Pietro Cancelliere
- 1946-1947  Engelbert König (1ª-11ª)
 Guido Mazzetti (12ª-34ª)
- 1947-1948  Guido Mazzetti
- 1948-1949  Cesare Migliorini
- 1949-1951  Mario Perazzolo
- 1951-1952  Mario Perazzolo (1ª-10ª)
 Egizio Rubino (11ª-38ª)
- 1952-1953  Dino Bovoli (1ª-19ª)
 Egizio Rubino (I) (20ª-24ª)
 Nereo Marini (25ª-34ª)
- 1953-1954  Nereo Marini (1ª-10ª)
 Egizio Rubino (11ª-34ª)
- 1954-1955  Egizio Rubino (1ª-15ª)
 Gino Vianello (16ª-34ª)
- 1955-1956  Gino Vianello (1ª-12ª)
 Giovanni Brezzi (13ª-34ª)
- 1956-1957  Giovanni Brezzi (1ª-22ª)
 Mario Perazzolo (23ª-34ª)
- 1957-1959  Mario Perazzolo
- 1959-1960  Oronzo Pugliese
- 1960-1961  Čestmír Vycpálek (1ª-15ª)
 Egizio Rubino (16ª-34ª)
- 1961-1962  Egizio Rubino
- 1962-1963  Sandro Puppo
- 1963-1964  Ambrogio Alfonso (1ª-7ª)
 Leonardo Costagliola (8ª-34ª)
- 1964-1965  Leonardo Costagliola (1ª-19ª)
 Mauro Mari (20ª-34ª)
- 1965-1966  Mauro Mari (1ª-9ª)
 Enrico Casini e  Rocco Testa (10ª-12ª)
 Volturno Diotallevi (13ª-34ª)
- 1966-1967  Ettore Mannucci (1ª-19ª)
 Enrico Casini e  Rocco Testa (20ª-34ª)
- 1967-1968  Aristide Coscia (1ª-8ª)
 Leonardo Costagliola (9ª-32ª)
 Bruno Ducati e  Rocco Testa (33ª-34ª)
- 1968-1969  Leonardo Costagliola (1ª-9ª)
 Vincenzo Marsico (10ª-34ª)
- 1969-1970  Paolo Giammarco (1ª-33ª)
 Giuseppe Franzò (34ª)
- 1970-1971  Enzo Benedetti
- 1971-1972  Enzo Benedetti (1ª-23ª)
 Giuseppe Franzò (24ª-25ª)
 Humberto Rosa (26ª-34ª)
- 1972-1973  Humberto Rosa (1ª-2ª)
 Salvador Calvanese (3ª-38ª)
- 1973-1974  Salvador Calvanese (1ª-11ª)
 Gennaro Rambone (12ª-38ª)
- 1974-1976  Ulderico Sacchella
- 1976-1977  Ulderico Sacchella (1ª-12ª)
 Giusto Lodi (13ª-32ª)
 Paolo Lombardo (33ª-38ª)
- 1977-1978  Alvaro Biagini (1ª-15ª)
 Paolo Lombardo (16ª-38ª)
- 1978-1980  Carlo Facchin
- 1980-1981  Carlo Facchin (1ª-8ª)
 Paolo Lombardo (9ª-9ª)
 Bruno Pesaola (10ª-27ª)
 Paolo Lombardo (28ª-34ª)
- 1981-1982  Lido Vieri (1ª-15ª)
 Graziano Landoni (16ª-25ª)
 Lido Vieri (26ª-34ª)
- 1982-1983  Mario Trebbi (1ª-13ª)
 Paolo Lombardo (14ª-34ª)
- 1983-1984  Mario Zurlini (1ª-19ª)
 Lucio Mujesan (20ª-34ª)
- 1984-1986  Paolo Lombardo
- 1986-1987  Paolo Lombardo (1ª-14ª)
 Carlo Facchin (15ª-34ª)
- 1987-1988  Lucio Mujesan (1ª-6ª)
 Carmine Tascone (7ª-10ª)
 Paolo Lombardo (11ª-34ª)
- 1988-1990  Paolo Lombardo
- 1990-1992  Adriano Cadregari
- 1992-1993  Adriano Cadregari (1ª-11ª)
 Salvatore Di Somma (12ª-19ª)
 Adriano Cadregari (20ª-34ª)
- 1993-1994  Paolo Lombardo (1ª-18ª)
 Giuliano Sonzogni (19ª-34ª e play-out)
- 1994-1995  Giuliano Sonzogni
- 1995-1997  Giovanni Grande
- 1997-1998  Mauro Zampollini
- 1998-1999  Mauro Zampollini (1ª-11ª)
 Orazio Sorbello (12ª-16ª)
 Mauro Zampollini (17ª-26ª)
 Luigi Cavarra (27ª-34ª)
- 1999-2000  Loreno Cassia (1ª-8ª)
 Lorenzo Alacqua (9ª-30ª)
- 2000-2001  Angelo Galfano (1ª-29ª)
 Luigi Cavarra (30ª-34ª)
 Pasquale Borsellino (play-off)
- 2001-2002  Giuseppe Strano
- 2002-2003  Lorenzo Alacqua (1ª-17ª)
 Angelo Busetta (18ª-20ª)
 Corrado Modicano e  Francesco Pannitteri (21ª-34ª e play-off)
- 2003-2004  Lorenzo Alacqua (1ª-11ª)
 Ernesto Apuzzo (12ª-34ª)
- 2004-2005  Ernesto Apuzzo (1ª)
 Gaetano Auteri (2ª-34ª e play-off)
- 2005-2006  Santino Bellinvia (1ª-28ª)
 Giancarlo Betta (29ª-34ª e play-off)
- 2006-2007  Domenico Giacomarro (1ª-26ª)
 Paolo Lombardo (27ª-34ª e play-off)
- 2007-2008  Gaetano Auteri
- 2008-2009  Gaetano Auteri (1ª-27ª)
 Luca Aprile (28ª-38ª)
- 2009-2010  Giuliano Sonzogni (1ª-31ª)
 Marco Pizzo (32ª-34ª)
- 2010-2011  Giuseppe Romano (1ª-5ª)
 Guido Ugolotti (6ª-34ª)
- 2011-2012  Andrea Sottil
- 2012-2013  Adriano Lo Iacono
- 2013-2014  Orazio Pidatella (1ª-6ª)
 Giuseppe Strano (7ª-30ª e play-off)
- 2014-2015  Giuseppe Anastasi
- 2015-2016  Lorenzo Alacqua (1ª-4ª)
 Andrea Sottil (5ª-38ª)
- 2016-2017  Andrea Sottil
- 2017-2018  Paolo Bianco
- 2018-2019  Giuseppe Pagana (1ª-9ª)
 Ezio Raciti (10ª)
 Michele Pazienza (11ª-17ª)
 Ezio Raciti (18ª-38ª)
- 2019-2020  Marco Scifo
- 2020-2021  Marco Scifo (giu.-set.)
 Giovanni Ignoffo (1ª-15ª e play-off)
- 2021-2022  Roberto Regina (1ª-2ª)
 Giuseppe Mascara (3ª-30ª)
- 2022-2023  Giuseppe Mascara (1ª-7ª)
 Gaspare Cacciola (8ª-30ª e play-off)
- 2023-2024  Gaspare Cacciola (1ª-33ª)
 Fernando Horacio Spinelli (34ª-)

## Record allenatori
Di seguito l'elenco degli allenatori che hanno collezionato più presenze sulla panchina del Siracusa Calcio. L'allenatore in grassetto è ancora in attività nel Siracusa.
1. 304   Paolo Lombardo (1976-1978, 1980-1990, 1993-1994, 2007)[3]
2. 154   Mario Perazzolo (1949-1951, 1957-1959)
3. 129   Carlo Facchin (1978-1980, 1987)[4]
4. 124   Egizio Rubino (1952-1955, 1960-1962)
5. 116   Andrea Sottil (2011-2012, 2015-2017)[5]
6. 111   Adriano Cadregari (1990-1993)[6]
7. 106   Gaetano Auteri (2004-2005, 2007-2009)[7]
8. 106   Ulderico Sacchella (1974-1977)[8]
9. 93   Giuliano Sonzogni (1994-1995, 2009-2010)[9]
10. 84   Leonardo Costagliola (1963-1965, 1968)
11. 74   Giovanni Grande (1995-1997)[10]
12. 68   Giuseppe Strano (2001-2002, 2013-2014)[11]
13. 67   Mauro Zampollini (1997-1999)[12]
14. 63   Lorenzo Alacqua (1999-2000, 2002-2003, 2004, 2015)[13]
15. 61   Salvador Calvanese (1972-1974)
16. 60   Gaspare Cacciola (2022-2023, 2023-2024)[14]

## Allenatori stranieri
Di seguito l'elenco degli allenatori stranieri che si sono susseguiti negli anni
- 1930-1931  Róbert Winkler
- 1931-1933  Antal Mally
- 1933-1934  Gyula Lelovics
- 1946-1947  Engelbert König
- 1960-1961  Čestmír Vycpálek
- 1972  Humberto Rosa
- 1972-1973  Humberto Rosa
 Salvador Calvanese
- 1973  Salvador Calvanese
- 2024  Fernando Horacio Spinelli